# Breithardt
Breithardt ist mit etwa 1700 Einwohnern der größte Ortsteil und Sitz der Gemeindeverwaltung der Gemeinde Hohenstein im südhessischen Rheingau-Taunus-Kreis.

## Geographie
Breithardt liegt im westlichen Hintertaunus am Breitharder Bach, einem rechten östlichen Zufluss der Aar, rund zwei Kilometer von dieser entfernt. Das Aartal bildet die westliche, die Trasse des Obergermanisch-Raetischen Limes ungefähr die südliche und der Höhenzug, auf dem die Eisenstraße verläuft, die östliche Gemarkungsgrenze. Die Gemarkungsfläche beträgt 1148 Hektar, davon sind 517 Hektar bewaldet, vornehmlich im Westen und Süden. Der niedrigste Punkt der Gemarkung liegt am Eintritt des Breithardter Bachs in das Aartal bei rund 250 Meter und den höchsten Punkt bildet mit 414,8 Meter der bewaldete Frankenberg über dem Aartal.

## Geschichte

### Ortsgeschichte
Das Dorf ist erstmals um das Jahr 1260 als „Bretterthe“ erwähnt und wird heutzutage auch umgangssprachlich „Braadert“ genannt. Die jetzige Namensform gibt es seit 1648. Breithardt bedeutet so viel wie „breiter Wald“ oder „weit bebautes Land“.
Am 10. März 1418 erhielt Breithardt auf dem Konzil von Konstanz Stadtrechte. Die Schweden fielen am 25. Januar 1635 in Breithardt ein und töteten vier Breithardter. Am 28. März 1945 wurde Breithardt am Ende des Zweiten Weltkriegs von der amerikanischen Armee befreit.
Am 1. Juli 1972 schlossen sich im Zuge der Gebietsreform in Hessen auf freiwilliger Basis die Gemeinden Breithardt, Born, Hohenstein (später Burg-Hohenstein), Hennethal, Holzhausen über Aar, Steckenroth und Strinz-Margarethä zur Gemeinde Hohenstein (Untertaunus) zusammen. Für Breithardt wurde wie für die übrigen Ortsteile ein Ortsbezirk mit Ortsbeirat und Ortsvorsteher errichtet.

### Verwaltungsgeschichte im Überblick
Die folgende Liste zeigt die Staaten und Verwaltungseinheiten, denen Breithardt angehört(e):
- 1566 und später: Heiliges Römisches Reich, Grafschaft Nassau, Amt Idstein
- ab 1721: Heiliges Römisches Reich, Grafschaft Nassau-Ottweiler, Amt Idstein
- ab 1728: Heiliges Römisches Reich, Fürstentum Nassau-Usingen, Amt Idstein
- ab 1787: Heiliges Römisches Reich, Fürstentum Nassau-Usingen, Oberamt oder Herrschaft Idstein
- ab 1806: Herzogtum Nassau,[Anm. 2] Amt Wehen
- ab 1849: Herzogtum Nassau, Regierungsbezirk Wiesbaden, Verwaltungsbezirk VI Kreisamt Langen-Schwalbach[Anm. 3]
- ab 1854: Herzogtum Nassau, Regierungsbezirk Wiesbaden, Justiz- und Verwaltungsamt Wehen
- ab 1867/68: Königreich Preußen,[Anm. 4] Provinz Hessen-Nassau, Regierungsbezirk Wiesbaden, Untertaunuskreis
- ab 1871: Deutsches Reich, Königreich Preußen, Provinz Hessen-Nassau, Regierungsbezirk Wiesbaden, Untertaunuskreis
- ab 1918: Deutsches Reich (Weimarer Republik), Freistaat Preußen, Provinz Hessen-Nassau, Regierungsbezirk Wiesbaden, Untertaunuskreis
- ab 1944: Deutsches Reich, Freistaat Preußen, Provinz Nassau, Untertaunuskreis
- ab 1945: Amerikanische Besatzungszone,[Anm. 5] Groß-Hessen, Regierungsbezirk Wiesbaden, Untertaunuskreis
- ab 1946: Amerikanische Besatzungszone, Land Hessen, Regierungsbezirk Wiesbaden, Untertaunuskreis
- ab 1949: Bundesrepublik Deutschland, Land Hessen, Untertaunuskreis
- ab 1968: Bundesrepublik Deutschland, Land Hessen, Regierungsbezirk Darmstadt, Untertaunuskreis
- ab 1972: Bundesrepublik Deutschland, Land Hessen, Regierungsbezirk Darmstadt, Untertaunuskreis, Gemeinde Hohenstein[Anm. 6]
- ab 1977: Bundesrepublik Deutschland, Regierungsbezirk Darmstadt, Rheingau-Taunus-Kreis, Gemeinde Hohenstein

## Wappen
Am 20. März 1968 wurde der Gemeinde Breithardt im damaligen Untertaunuskreis ein Wappen mit folgender Blasonierung verliehen: In Gold ein schwarzes Doppelkreuz, unten belegt durch einen blauen Schild mit wachsendem, goldenem, rotbewehrtem halben Löwen.

## Kultur und  Sehenswürdigkeiten

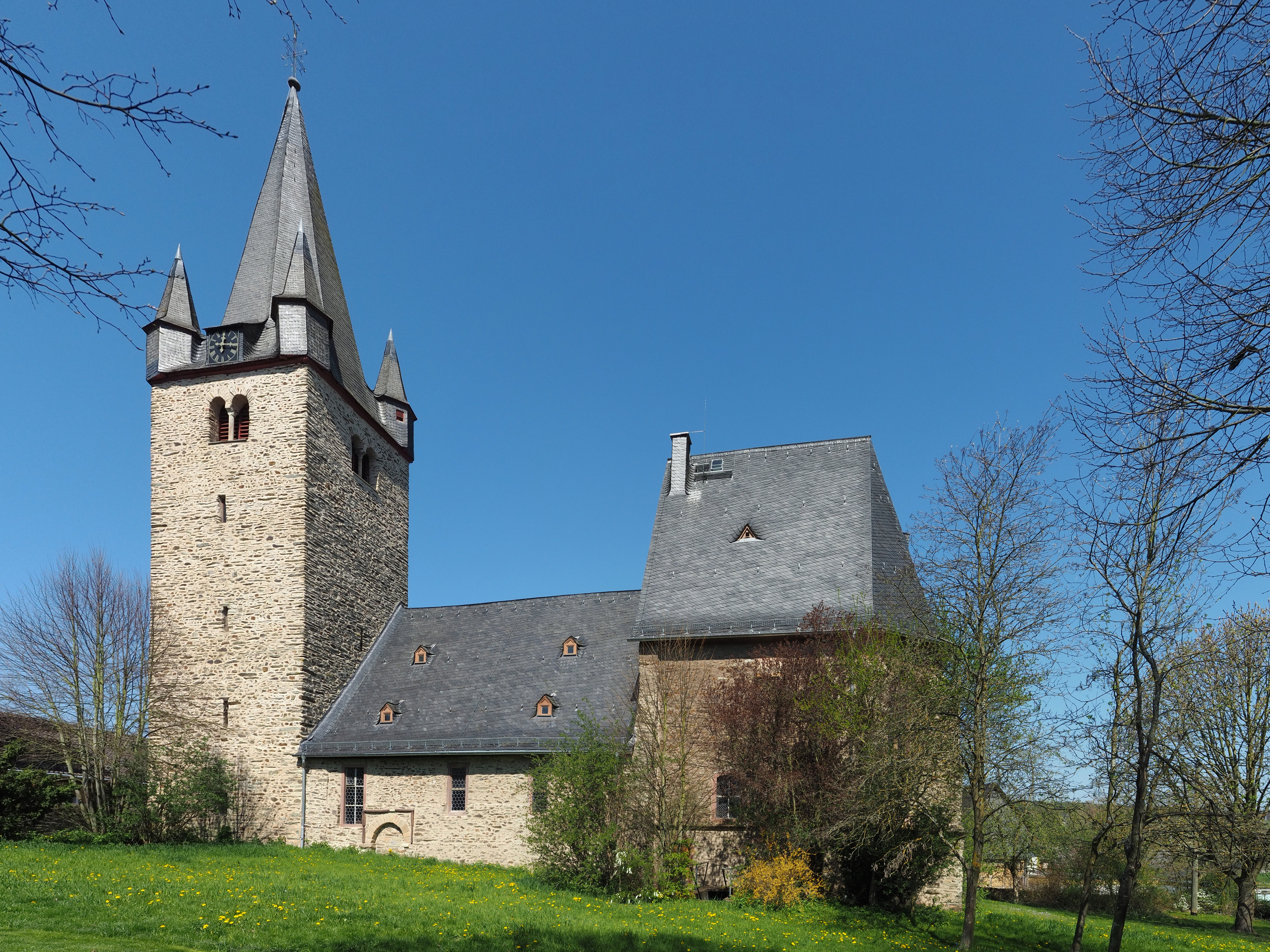
Evangelische Kirche

### Bauwerke
- Evangelische Kirche Breithardt
- Das Altschloss ist ein vermuteter Burgstall

### Regelmäßige Veranstaltungen
An jedem 4. Sonntag im Oktober begehen die Breithardter die sogenannte „Braaderter Kerb“, welche erstmals 1532 nachweislich abgehalten wurde.

## Verkehr
Breithardt besitzt einen Haltepunkt an der Aartalbahn, der sich etwa 2 km westlich des Ortes befindet. Seit 1986 verkehren dort sowie am Bahnhof Hohenstein nur noch Museumszüge.

## Söhne und Töchter des Ortes
- Wilhelm Guckes (1877–1942), Bürgermeister und Mitglied des Provinziallandtages der Provinz Hessen-Nassau
- Heinz Hankammer (1931–2016), Unternehmer und Vereinsfunktionär